# Пекче
Пекче, краљевство у југозападној Кореји током периода Три краљевине (1. век п. н. е. — 668. н. е.).

## Историја

### Позадина
У 4. веку, народ Кореје је предузео важне кораке ка политичкој консолидацији, формирајући три велика краљевства и посебну лигу мањих држава. Почетком века, северном Корејом су и даље доминирале кинеске команде, али 313. године, када је западни Чин био пред колапсом, севернокорејска држава Когурјо у успону је освојила кинеске колоније Таи-фанг и Ло-ланг. Кинези који су живели у овим командама били су насукани у Кореји, а многи су се венчали са Корејанцима. Неко време, старе команде нису биле потпуно апсорбоване од стране државе Когурјо, већ су остале као расадник кинеске културе. У јужној Кореји су настала два краљевства, Сила и Пекче. Мале државе у региону којим доминирају племена Самхан формирале су федерацију Каја, која је одржавала блиске односе са Јапанцима.

### Пекче
Корејско краљевство Паекче формирано је од племена Махан, древне јужнокорејске државе о којој се говори у Историји Веија. Први Паекчеов краљ, Кун Чого, ујединио је педесетак племена Махан и 371. године лично предводио велику војску која је напала упориште Когурјо у данашњем Пјонгјангу, убивши краља Когурјоа. Паекче је тада привремено држао области Ло-ланг и Таи-фанг. Године 372. Паекче је успоставио односе са кинеским двором у источном Чину, који је признао Кун Чогоа као „генерала који је покорио исток и гувернера Ло-ланга и Таи-фанга“. Међутим, Когурјов неуспех је био само привремен и Пекче је на крају потиснут на југ у југозападној Кореји.
Краљеви Паекче су тражили да Кина призна њихову власт и регионалну хегемонију. У касном 5. и 6. веку, Пекче је успоставио односе са узастопним јужним кинеским династијама, укључујући Сунг, Јужни Чи и Лианг: 521. године, према кинеској историји, Лианг шу, едикт који је издао цар Лианга Ву-ти је краљу Пекчеа Мурјонгу (р. 502—23) доделио титулу „умиритеља истока“. Неких 19 година касније, двор Лианга је поново признао Мурјонгов ауторитет као краља Пекчеа и његов положај као „ умиритеља истока“. Блиске односе са Лиангом наставио је Мурјонов син краљ Сонг (р. 523—53), који је добио слично признање.
Познаваоци јапанске историје најбоље познају Паекче као краљевство које је пренело будизам и друге елементе кинеске културе у Јапан. Будизам је дошао у сам Паекче крајем 4. века, а увео га је, према традиционалним извештајима, индијски монах Марананда, који је емигрирао из Кине 384. године. Каснији контакт између Паекчеа и кинеских дворова резултирао је великим приливом будистичких списа и уметности, као и кинеских занатлија и научника, у корејско краљевство. Блиски односи са Лиангом успостављени су у време када је будизам цветао у јужној Кини. Будизам је са одушевљењем усвојен од стране владајућих класа Паекчеа, убрзо је пренет на Јапанце. Према традиционалним извештајима, то се догодило за време владавине краља Сонга, Мурјонговог сина и наследника. Одећа и украси из Мурјонгове гробнице, слични онима пронађеним у гробницама у Кини и Јапану, указују на то да је Паекче био главна веза између ове две културе током периода Кофун у Јапану. Дуг који је Јапан имао према Паекчеу наставио се кроз 6. век, када је многа уметничка блага увезена да би украсила будистичке храмове главног града регије Асука.